# Order Świętego Józefa
Order Świętego Józefa (it. Ordine del Merito sotto il titolo di S. Giuseppe) – toskańskie odznaczenie za zasługi cywilne i wojskowe, będące odznaczeniem państwowym od 1807 do 1860, istnieje nadal jako order domowy wygnanej z Włoch toskańskiej gałęzi rodu Habsbursko-Lotaryńskiego.

## Historia
Order Świętego Józefa istniał w Toskanii już na początku XVI wieku jako zakon rycerski, ale z biegiem czasu został zapomniany. Zdetronizowany przez Napoleona wielki książę Toskanii Ferdynand III otrzymał od cesarza Francuzów we władanie dawne biskupstwo Würzburg w Niemczech i odnowił 19 marca 1807 order św. Józefa jako order państwowy swego kraju. Po powrocie na tron Toskanii w 1814 w. ks. Ferdynand ustanowił order jako odznaczenie toskańskie w 1817. Order, który posiadał trzy klasy – Wielki Krzyż, Komandorię i Krzyż Kawalerski, mógł być nadawany cywilom, wojskowym i duchownym pod warunkiem wyznawania wiary katolickiej. Wielki Krzyż mogli otrzymać tylko szlachcice, otrzymanie komandorii wiodło ze sobą dziedziczne szlachectwo, a krzyża kawalerskiego szlachectwo osobiste. Liczba posiadaczy była ograniczona do 20 w I klasie, 30 w II i 60 w III.
Po wygnaniu Habsburgów z Toskanii w 1860 byli wielcy książęta i ich potomkowie, teraz zamieszkali w Wiedniu, nadal nadawali order, co było tolerowane przez panującą we Włoszech dynastię sabaudzką i obecnie jest nadal tolerowane przez rząd Republiki Włoskiej, który zalicza odznaczenie do "orderów niepaństwowych" i zezwala swym obywatelom na jego noszenie.
Po zmianach statutów w 1997 order ma obecnie pięć klas według schematu Legii Honorowej. Wielki Krzyż może obecnie posiadać 30 osób, komandorię 60, krzyż kawalerski 150 osób, oprócz tego istnieje specjalna klasa dla kobiet (najwyżej 50 osób). Wielkim Mistrzem jest teraz urodzony w 1966 arcyksiążę Sigismund von Österreich-Toskana, od 1993 tytularny w.ks. Toskanii i głowa toskańskiej linii Habsburgów Lotaryńskich. Jedynym Polakiem, który posiada odznaczenie, jest Andrzej Ciechanowiecki.

## Insygnia
Insygnia orderu to oznaka, gwiazda I i II klasy oraz rzadko występujący łańcuch. Oznaką jest emaliowany na biało sześcioramienny krzyż maltański z czerwonymi promieniami między ramionami. Złoty, owalny medalion awersu ukazuje postać wędrującego z laską pielgrzymią św. Józefa, otoczoną napisem: "UBIQUE SIMILIS", medalion rewersu napis: "S.J.F. 1807". Zawieszką insygnium jest korona królewska. Gwiazda orderowa jest srebrna, ośmiopromienna, i nosi na sobie awers oznaki (bez korony). Łańcuch składał się z medalionów w formie czerwonych róż i białych medalionów, z których wychodziły czerwone płomienie. Wstążka orderowa jest czerwona z pojedynczymi obustronnymi białymi bordiurami.
| Wzór noszenia Orderu św. Józefa | Wzór noszenia Orderu św. Józefa | Wzór noszenia Orderu św. Józefa |
| ------------------------------- | ------------------------------- | ------------------------------- |
|                                 |                                 |                                 |
| Baretki orderu                  |                                 |                                 |
| Kawaler                         | Komandor                        | Krzyż Wielki                    |